# Короткая арифметика Гильберта
Короткая арифметика Гильберта — пример полугруппы, иллюстрирующий тот факт, что для доказательства основной теоремы арифметики необходимо использовать свойства не только умножения, но и сложения. Этот пример принадлежит Давиду Гильберту.

## Определение
Короткая арифметика Гильберта представляет собой множество чисел вида {\displaystyle 4n+1}, где {\displaystyle n} пробегает все натуральные числа:
{\displaystyle 1,5,9,13,17,\dots }
Иногда их называют числа Гильберта. На этом множестве может быть корректно определена стандартная операция умножения, поскольку произведение двух чисел из множества дает вновь число из этого множества: {\displaystyle (4a+1)(4b+1)=4(ab+a+b)+1}. Таким образом, короткая арифметика Гильберта является полугруппой.

## Простые числа Гильберта
В арифметике Гильберта можно определить простые числа (простые числа Гильберта) стандартным образом: число Гильберта называется простым Гильберта, если оно не делится на меньшее число Гильберта (отличное от {\displaystyle 1}). Последовательность простых Гильберта начинается так:
{\displaystyle 5,9,13,17,21,29,33,37,41,49,\dots }
Простое число Гильберта не обязательно является простым в обычном смысле. Например, {\displaystyle 21} является составным в натуральных числах, поскольку {\displaystyle 21=3\cdot 7}, однако оно является простым Гильберта, поскольку ни {\displaystyle 3}, ни {\displaystyle 7} (то есть все делители числа {\displaystyle 21}, отличные от {\displaystyle 1} и самого числа) не являются числами Гильберта. Из свойств умножения по модулю {\displaystyle 4} следует, что простое Гильберта является либо простым числом вида {\displaystyle 4n+1} (такие числа называются простыми числами Пифагора), либо полупростым вида {\displaystyle (4a+3)(4b+3)}.

## Невыполняемость основной теоремы арифметики
Любое число Гильберта может быть разложено на произведение простых чисел Гильберта, однако для короткой арифметики Гильберта не выполняется основная теорема арифметики: такое разложение может быть не единственным. Например, {\displaystyle 441} является числом Гильберта, но разлагается на простых чисел Гильберта двумя способами:
{\displaystyle 441=9\cdot 49=21\cdot 21}.
где числа {\displaystyle 9}, {\displaystyle 49} и {\displaystyle 21} являются простыми Гильберта.

### Комментарии
1. ↑  В учебнике Кострикина они названы квазипростыми числами[4].